# Euploea luxurianta
Euploea luxurianta är en fjärilsart som beskrevs av Hans Fruhstorfer 1910. Euploea luxurianta ingår i släktet Euploea och familjen praktfjärilar. Inga underarter finns listade i Catalogue of Life.